# Phelsuma inexpectata
Phelsuma inexpectata är en ödleart som beskrevs av  Mertens 1966. Phelsuma inexpectata ingår i släktet Phelsuma och familjen geckoödlor. Inga underarter finns listade i Catalogue of Life.